# Callicarpa candicans
Callicarpa candicans är en kransblommig växtart som först beskrevs av Nicolaas Laurens Nicolaus Laurent Burman, och fick sitt nu gällande namn av Bénédict Pierre Georges Hochreutiner. Callicarpa candicans ingår i släktet Callicarpa och familjen kransblommiga växter. Utöver nominatformen finns också underarten C. c. paucinervia.